# Luis María Llubiá
Luis María Llubiá Munné o Lluís Maria Llubià i Munné (Barcelona, 11 de septiembre de 1906 – Barcelona, 15 de diciembre de 1973) fue un historiador y arqueólogo español, especializado en alfarería y cerámica y diversos temas relacionados con el arte en Cataluña, Aragón y la cerámica medieval española en general. Su monografía sobre la cerámica catalana es un clásico en esta materia.

## Biografía
Autodidacta, en 1946, junto con su primo Andrés Batllori Munné, abordó la tarea que le ocuparía durante todas su vida, publicando su primer estudio sobre la cerámica catalana en 1949. Ese mismo año, alentado por Martín Almagro, catedrático y director del Museo Arqueológico de Barcelona, comenzó el estudio paralelo de la cerámica decorada aragonesa, participando en las excavaciones de Muel entre 1950 y 1951, y cuyas investigaciones se publicaron en 1952. En ese mismo periodo fue animado por Joan Ainaud de Lasarte, director de los Museos de Arte de Barcelona, a emprender el estudio general de los centros productores de cerámica española y tomar parte en excavaciones en diversos focos españoles. Así conoció y colaboró con Andrés Sobejano (director del Museo Arqueológico de Murcia) y los historiadores andaluces Juan Temboury y Antonio Sancho Corbacho. También es importante su contacto con ceramistas y coleccionistas como Juan Ruiz de Luna, Platón Páramo y el valenciano Manuel González Martí.
A partir de 1952 comienza su reconocimiento internacional; ese año entró en el consejo de administración de The Hispanic Society of America (en Nueva York), y un año después ingresó como miembro corresponsal de la Academia Internacional de Cerámica con sede en Ginebra (Suiza). En 1956, participó en el primer congreso de la Académie Internationale de la Céramique, organizado en Cannes. 
Tras visitar a Picasso en "La Californie" consiguió dieciséis cerámicas –realizadas por el pintor malagueño entre 1947 y 1957– para el Museo de Cerámica que fue inaugurado en el verano de ese año en el Palau Nacional de Montjuïc con una exposición permanente de cinco mil piezas. 
Su tarea de investigador le llevaría a mantener correspondencia, entre 1950 y 1972, poco antes de su muerte, con directores y conservadores de museos con colecciones de cerámica española: The Hispanic Society of America, el Museo Metropolitano de Arte de Nueva York, el Museo de Bellas Artes de Boston, el Museo de Arte de Filadelfia, el Museo de Sèvres, el Museo Rigaud de Perpiñán, el Instituto Valencia de Don Juan de Madrid, el Museo Arqueológico de Málaga, entre otros.

## Obras
Además de manuscritos inéditos como «La terminología tipológica» y «Etimología de la palabra mayólica" (datados en 1955), y de su catálogo de "Actividades del ceramología" (Barcelona, Archivo del Museo de Cerámica de Barcelona, ca. 1961), Llubiá dejó escrito un diario detallado de su actividad profesional entre 1950 y 1961. De su obra publicada, se anotan:
- Cerámica medieval española (1973 edición). Barcelona: Labor. 1967. Consultado el 24 de julio de 2015.
- Cerámica catalana decorada. con Andrés Batllori Munné (1974 edición). Barcelona. 1949. Consultado el 24 de julio de 2015.
- La cerámica murciana decorada. con Miguel López Guzmán. Murcia. 1951. ISBN 8475640184.
- Cerámica (Aragón-Muel). con Martín Almagro Basch. Barcelona. 1952.
- Instituto de Estudios Turolenses, ed. (1962). La cerámica de Teruel. Teruel. Consultado el 24 de julio de 2015.
- Cerámica barcelonesa del segundo cuarto del siglo XIX. Faenza. 1953.

## Reconocimiento
Se considera a Llubiá pieza clave en la fundación del Museo de Cerámica de Barcelona (luego absorbido por el Museo del Diseño) y de su biblioteca especializada, en razón del material procedente de las piezas catalogadas por él en diversas excavaciones y depositadas en aquella institución.